# Tony Meehan
Tony Meehan, nome d'arte di Daniel Joseph Anthony Meehan (Londra, 2 marzo 1943 – Londra, 28 novembre 2005), è stato un batterista e compositore britannico.
Nato il 2 marzo 1943 a Hampstead in Inghilterra. Ha iniziato a suonare la batteria all'età di 10 anni. Entra a far parte degli Shadows sin dall'inizio, fino all'ottobre del 1961. Suonava con Jet Harris e ha avuto successo con Scarlett O'Hara e Diamonds. Tony è stato sostituito da Brian Bennett per anni è stato un produttore della casa discografica "Decca". 
All'età di 62 anni è deceduto in seguito ad una caduta in cui si era causato un trauma al capo. Sir Cliff Richard, che per alcuni anni fu accompagnato dagli Shadows, si è detto "scioccato" per la notizia ed ha affermato: "Lo chiamavamo Il Barone perché in tutti gli aspetti della vita voleva il meglio. Tony aveva preso il suo impegno nella band in modo estremamente serio. Non vi è dubbio che fu importante nella creazione del sound degli Shadows. Mi sembra terribile che un incidente domestico abbia reclamato la sua vita ad un'età relativamente giovane".
Meehan è morto al St Mary's Hospital di Paddington a Londra, lasciando la moglie e sette figli.